# تیرنیا
تیرنیا (انگلیسی: Tirrenia) شرکت ترابری ایتالیایی است، که در سال ۱۹۳۶ تأسیس شد.